# Сълтан
Сълтан (на английски: Sultan) е град в окръг Снохоумиш, щата Вашингтон, САЩ. Сълтан е с население от 3344 жители (2000) и обща площ от 7,7 km². Намира се на 33 m надморска височина. ЗИП кодът му е 98294, а телефонният му код е 360.